# Altero
Altero  è un nome proprio di persona italiano maschile.

## Varianti
- Maschili: Altiero[1], Alterio, Altieri
- Femminili: Altera[1][2], Altiera[1], Alteria
  - Alterati: Alterina[2]

## Origine e diffusione
Deriva dal nome germanico Althar o Alther, composto dalle radici germaniche ald ("anziano", "saggio") e harja ("esercito"); latinizzato in Auterius, è stato probabilmente influenzato in seguito dall'aggettivo medioevale "altero" ("orgoglioso", "superbo"), su cui peraltro può in certi casi essere direttamente basato.

## Onomastico
Altero è un nome adespota in quanto non esistono santi che lo abbiano portato; l'onomastico può essere festeggiato il 1º novembre, in occasione di Ognissanti.

## Persone

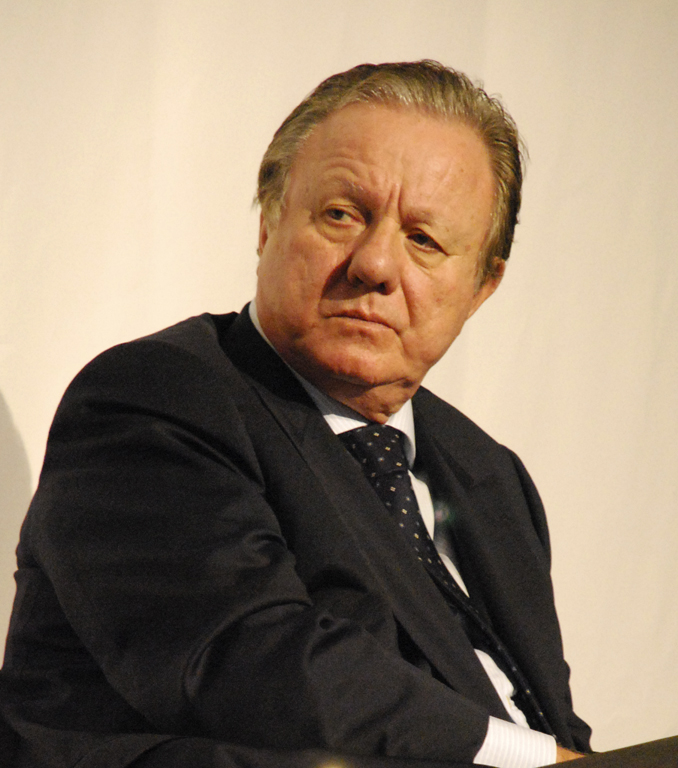
Altero Matteoli

- Altero Matteoli, politico italiano

### Variante Altiero
- Altiero Spinelli, politico e scrittore italiano